# Вајана
Вајана (енгл. Moana) амерички је анимирани филм из 2024. који је произвео Walt Disney Animation Studios за Walt Disney Pictures. Режију потписују Џон Маскер и Рон Клементс, по сценарију Џареда Буша. Гласове главним улогама позајмљују Двејн Џонсон и Аули Краваљо. Радња филма се одвија у древној Полинезији и говори причу о Вајани, ћерки поглавице приобалног села, коју је сам океан изабрао да поново споји мистичну реликвију са богињом Те Фити. Када несрећа погоди њено острво, Вајана креће у потрагу за Мауијем, легендарним полубогом, у нади да ће вратити реликвију Те Фити и спасити свој народ.
Премијера је приказана 14. новембра 2016. на фестивалу Америчког филмског института у Лос Анђелесу, док је 23. новембра пуштен у биоскопе у Сједињеним Америчким Државама, односно 24. новембра у Србији. Добио је позитивне рецензије критичара који су похвалили анимацију, музику и гласовне улоге. Зарадио је преко 687 милиона долара широм света. Био је номинован за два Оскара: најбољи анимирани филм и најбољу оригиналну песму (How Far I'll Go). Наставак, Вајана 2, премијерно је приказан у новембру 2024. Играни филм ће бити приказан у јулу 2026.

## Прича
У древној Океанији на јужном Пацифику, млада девојка по имену Вајана испловљава у потрагу за измишљеним острвом. Током њеног путовања придружује јој се њен херој и легендарни полубог Мауи.

## Гласовне улоге
| Улога   | Енглески глас   | Српски глас       |
| ------- | --------------- | ----------------- |
| Вајана  | Аули Краваљо    | Ивона Рамбосек    |
| Мауи    | Двејн Џонсон    | Марко Кон         |
| Тала    | Рејчел Хаус     | Маја Оџаклијевска |
| Туи     | Темуера Морисон | Драган Мићановић  |
| Таматоа | Џемејн Клемент  | Дејан Луткић      |
| Сина    | Никол Шерзингер | Ивана Кнежевић    |

## Продукција
Након што су режирали Принцезу и жапца (2009), Клементс и Маскер су почели да раде на адаптацији стрипа од аутора Терија Пречета - Морт, али су одустали од тог пројекта услед проблема са ауторским правима. Да би избегли сличне проблеме, смислили су три нове идеје, и 2011. су почели са разрадом филма по оригиналној идеји. 2012. Клементс и Максер одлазе да истражују културу јужног пацифика на Фиџију, Самои и Тахитију.
Вајана ће бити Клементсов и Маскеров први већином рачунарски анимирани филм. Један од разлога за коришћење рачунарске анимације је то, што рачунарска анимација мање утиче на екологију од традиционалне. Творци филма су такође открили да се коришћењем 3D анимације обликују природни облици лица људи са јужног пацифика. Мауијеве тетоваже ће бити ручно нацртане.
Таика Ваитити је написао сценарио за филм. Ерик Голденберг је радио на анимацији. Филм ће садржати музику Опатаје Фоа'и, Марка Манчине и Лина-Мануела Миранде.
Поп звезда и чланица групе Fifth Harmony је била рани могући избор за Вајанин глас. Како било, после аудиције стотина кандидата, четрнаестогодишња Аулии Кравалио је изабрана за глас главне јунакиње Вајане Ваикики у оригиналној синхронизацији.
У филму постоје традиционално анимирани сегменти, као што се може приметити у првом трејлеру. Традиционална анимација се односи на Мауијеве тетоваже.

## Приказивање
Дана 20. 10. 2014. Дизни је најавио да ће филм бити објављен крајем 2016, и изјавили су да ће премијера вероватно бити 23. новембра. 10.11.2014. Дизни је потврдио да ће филм имати премијеру 23. 11. 2016.
Филм се у оригиналу зове Моана, међутим у многим европским државама, укључујући Србију, филм се зове Вајана због конфликта око регистрације бренда.
Филм ће се звати Океанија у Италији, док ће име главне јунакиње бити Вајана, уместо Моана.

## Рекламирање
Дана 12. јуна 2016. први трејлер је објављен на званичном Дизнијевом Јутјуб каналу.

## Критике
Филм је био критикован због овековечавања стереотипа о полинезијанцима, услед представљања Мауија као човека са вишком кила. Филм је био номинован за најбољи анимирани филм и најбољу песму из филма.